# Fred Engelhardt
Frederick William Engelhardt, talvolta trascritto come Englehardt, detto Fred (New York, 14 maggio 1879 – New York, 25 luglio 1942), è stato un triplista e lunghista statunitense.

## Carriera
Prese parte ai Giochi olimpici di Saint Louis 1904 arrivando quarto nel salto in lungo e conquistando la medaglia d'argento nel salto triplo, con una prestazione di 13,90 m.

## Palmarès
| Anno | Manifestazione  | Sede        | Evento         | Risultato | Prestazione | Note |
| ---- | --------------- | ----------- | -------------- | --------- | ----------- | ---- |
| 1904 | Giochi olimpici | Saint Louis | Salto in lungo | 4º        | 6,63 m      |      |
| 1904 | Giochi olimpici | Saint Louis | Salto triplo   | Argento   | 13,90 m     |      |